# جزيرة شتوار (لاوان)
جزیرة شتوار (بالفارسية: جزیره شتوار) هي قرية تقع في إيران في قسم لاوان الريفي.